# Uchiyama Gudō
Uchiyama Gudō (内山 愚童, 17 de maio de 1874 – 24 de janeiro de 1911) foi um monge Sōtō Zen Budista e militante anarquista executado no Incidente Kōtoku. Ele foi um dos poucos lideres budistas que criticaram o governo Meiji e seu projeto imperialista. Gudo foi um defensor veemente das redistribuição da terra e da derrubada do sistema imperial Meiji, encorajou os recrutados pelas forças armadas à deserdar em massa, e militou pela avanço dos direitos democráticos. Ele criticou os lideres Zen que afirmaram que as posições sociais baixas eram justificadas pelo karma.

## Biografia

### Estudante, padre de aldeia e ativista social
Uchiyama Gudō aprendeu com seu pai o ofício de esculpir estátuas de madeira, incluindo estátuas budistas e altares familiares. Quando estudante, Uchiyama recebeu um prêmio municipal por excelência educacional e foi influenciado por Sakura Sōgorō. O pai de Uchiyama morreu quando ele tinha 16 anos.
Gudō foi ordenado sacerdote Soto Zen em 1897 e se tornou o abade do templo Rinsenji na região rural das Montanhas Hakone em 1904, completando assim seus estudos Zen. De acordo com a lenda da cidade, todo outono, ele distribuía a colheita das árvores do templo para as famílias locais, que geralmente eram pobres. No mesmo ano em que Gudo se tornou abade de Rinsenji, ele refletiu sobre a sangha chinesa de sua linhagem budista como um modelo de estilo de vida comunitário sem propriedade privada. Nessa época, ele começou a se identificar como um anarquista depois de se deparar com a ideologia no jornal Heimin Shimbun. Citando passagens do Sutra de Lótus e do Sutra do Diamante na edição de janeiro de 1904 de Heimin Shimbun, Gudō escreveu:
Enquanto um propagador do Budismo eu ensino que "todos os seres sencientes possuem a natureza de Buda" e que "dentro do Dharma existe igualdade, sem superioridade nem inferioridade". Além disso, ensino que "todos os seres sencientes são minhas crianças". Tomando essas palavras de ouro como base da minha fé, eu descobri que elas estão em completa concordância com os princípios do socialismo. Foi assim que me tornou convicto do socialismo. 
Depois que a perseguição do governo empurrou os movimentos socialistas e anti-guerra no Japão para a clandestinidade, Gudō visitou Kōtoku Shūsui em Tóquio em 1908 e comprou equipamento que mais tarde usou para montar uma imprensa secreta em seu templo. Gudō usou o equipamento de impressão para produzir panfletos e tratados socialistas populares, e também para publicar alguns de seus próprios trabalhos.
Uma de suas obras mais lidas e circuladas foi uma "denúncia mordaz" de todo o governo do Japão e seu sistema autocrático: Em contraste com os ensinamentos oficiais da época, ele argumentou que os imperadores da família imperial não eram nem divinos nem os governantes destinados ao Japão. Mesmo que sua linhagem pudesse ser rastreada por 2.500 anos, seus ancestrais não eram deuses, mas "vieram de um canto de Kyushu, matando e roubando pessoas. Eles então destruíram seus companheiros ladrões." Além disso, os imperadores foram durante grande parte de sua história" atormentados por oponentes estrangeiros e, internamente, tratados como fantoches por seus próprios vassalos." Gudō denunciou a elite educada de seu país, pois estavam bem cientes de tudo isso, mas preferiam "enganar os outros e a si próprios", divulgando e ensinando a posição oficial do governo em relação à família imperial.

### Prisão, julgamento e execução
Como resultado da popularidade das publicações subversivas de Gudō, ele foi preso em maio de 1909 e acusado de violar as leis de imprensa e publicação. Depois de pesquisar Rinsenji, a polícia afirmou ter encontrado materiais usados para fazer artefatos explosivos. Como resultado, Gudō foi ligado ao Incidente da Alta Traição, no qual 12 supostos conspiradores foram condenados e executados por conspirarem para assassinar o imperador em 1911.
Yoshida Kyūichi registra que enquanto Gudō subia as escadas do andaime, "ele não deu o menor sinal de sofrimento emocional. Em vez disso, ele parecia sereno, até alegre - tanto que o capelão da prisão fez uma reverência quando ele passou".

### Privação e restauração do sacerdócio
Em julho de 1909, antes da condenação de Gudō, os oficiais da seita Sōtō Zen moveram-se para privar Gudō de seu abade. Depois que ele foi condenado, eles o privaram de seu status de padre em junho de 1910. Gudō continuou a se considerar um padre até morrer.
Em 1993, a seita Sōtō Zen restaurou o status de Gudō como sacerdote, citando que "quando visto pelos padrões atuais de respeito aos direitos humanos, os escritos de Uchiyama Gudō contêm elementos que devem ser considerados clarividentes" e que "as ações da seita alinhavam fortemente a seita com um regime dominado pelo sistema imperial. Eles não foram projetados para proteger o caráter budista único dos sacerdotes da seita".

### Trabalhos citados
- Bix, Herbert P. (2000). Hirohito and the Making of Modern Japan 1st ed. New York City: HarperCollins. ISBN 978-0-06-019314-0
- Victoria, Brian (1998). Zen at War. Boulder, Colorado: Weatherhill. ISBN 0-7425-3927-X